# Boris Rhein
Boris Rhein (ur. 2 stycznia 1972 we Frankfurcie nad Menem) – niemiecki polityk, prawnik i samorządowiec, minister w rządzie krajowym (2010–2019), poseł do landtagu i jego przewodniczący w latach 2019–2022, premier Hesji od 2022.

## Życiorys
W 1991 ukończył szkołę średnią w rodzinnej miejscowości, a w 1997 studia prawnicze na Uniwersytecie Johanna Wolfganga Goethego we Frankfurcie nad Menem. Zdał państwowe egzaminy prawnicze I i II stopnia (1997 i 2000). Przez kilka lat praktykował jako adwokat.
Zaangażował się w działalność polityczną w ramach Unii Chrześcijańsko-Demokratycznej. W latach 1999–2006 po raz pierwszy zasiadał w landtagu Hesji. Od 2006 do 2009 był radnym we Frankfurcie nad Menem, pracował w administracji miejskiej jako kierownik działów zajmujących się głównie kwestiami prawnymi. W lutym 2009 został sekretarzem stanu w heskim ministerstwie spraw wewnętrznych i sportu. W sierpniu 2010 stanął na czele tego resortu w gabinecie Volkera Bouffiera. W styczniu 2014 przeszedł na urząd ministra nauki i sztuki w rządzie krajowym, który sprawował do stycznia 2019. W 2013 powrócił do heskiego parlamentu, uzyskując następnie reelekcję w 2018 i 2023. Od stycznia 2019 do maja 2022 pełnił funkcję przewodniczącego tej instytucji.
W lutym 2022 urzędujący od 2010 premier Volker Bouffier zapowiedział swoją rezygnację. 31 maja 2022 Boris Rhein został wybrany na jego następcę, kontynuując koalicję CDU z Zielonymi. W styczniu 2024 utworzył swój drugi gabinet, w skład którego tym razem poza chadekami weszli socjaldemokraci.

## Odznaczenia
- Krzyż Wielki Orderu Izabeli Katolickiej (Hiszpania, 2022)[5]